# أندرو ماك
أندرو ماك (بالإنجليزية: Andrew Mack) هو سياسي أمريكي، ولد في 9 يوليو 1780 بنيو لندن في الولايات المتحدة، وتوفي في 19 يوليو 1854 في نفس البلد.